# Dressed for Success
«Dressed for Success» (с англ. — «Оденусь для успеха», «Оденусь для случая») — песня, написанная шведским автором и композитором Пером Гессле, вошедшая в альбом группы Roxette Look Sharp! (1988) и выпущенная в качестве первого сингла из этого альбома 28 июня 1988 года.
Сингл дебютировал в американском чарте Billboard Hot 100 27 мая 1989 года и провёл в нём 18 недель. Его наивысшая позиция — № 14 (29 июля 1989 года).

## История
Песня была написана в мае 1987 года, за пару месяцев до самых первых живых выступлений группы Roxette. Демоверсия песни была записана в сентябре того же года для альбома Look Sharp!. Пер Гессле хотел улучшить звучание по сравнению с дебютным альбомом группы, поэтому музыканты решили поработать в студии перед тем, как начать записывать сам альбом. Запись песни для пластинки началась в марте 1988 года. Описывая процесс записи песни Гессле вспоминает, что песня «сразу стала песней-убийцей в студии, а Мари стала панк-примадонной».
Для записи альбома Look Sharp! Пер Гессле и Мари Фредрикссон отправились в Лондон, где работали с английскими музыкантами и английскими продюсерами. Там для альбома были записаны три песни — «Chances», «Cry» и «View from a Hill». Тем не менее, вернувшись в Швецию как группа, так и компания EMI затруднялись с выбором первого сингла из альбома. EMI Germany выбрала песню «Chances», вероятно потому, что она записывалась в Лондоне. Сингл провалился. EMI Sweden также не верили, что «The Look» это хороший выбор для первого сингла и поставили на «Dressed for Success» — этот выбор оказался пророческим — песня стала крупным радио-хитом, а альбом в целом одним из самых продаваемых в Швеции во все времена. В стране с населением 8 млн жителей альбом продался тиражом 400 000 экземпляров.
В Швеции сингл «Dressed for Success» был выпущен только на виниле. На 7" пластинке выгравирована следующая фраза «Glöm Inte Bort Att Du Är En Rocker» (со швед. — «Не забывай, что ты рокер»). У этого «сообщения» есть скрытый смысл, однако Пер Гессле пожелал, чтобы это осталось секретом. На шведском 12" сингле записан ремикс заглавной песни под названием «The Look Sharp! Mix», который нигде больше не выпускался. Этот ремикс не следует путать с «Look Sharp! Mix», который выпускался на других релизах позднее.
Песня «The Voice» не попала в альбом и не была доступна нигде более. Позже она была выпущена в качестве би-сайда к синглу «Fingertips ’93» (1993), а также в альбоме Rarities (1995).
Релиз сингла «Dressed for Success» в Великобритании летом 1989 года стал крупным коммерческим провалом — сингл не вошёл даже в топ-20 британских чартов. Летом 1990 года хит Roxette «It Must Have Been Love» стал очень популярным, благодаря этому звукозаписывающая компания EMI решила перевыпустить «Dressed for Success» осенью 1990 года — на этот раз сингл поднялся до 18 строчки в чартах Великобритании.
В Японии был выпущен только 7" промо-сингл в конверте звукозаписывающей компании с отдельным вкладышем, на котором с передней стороны была фотография и некоторый текст, а с обратной стороны — текст песни и иная информация.

## Форматы и список песен
Автором всех песен является Пер Гессле.
| - 7" виниловый и кассетный сингл (США) (50204; 4JM-50204) 1. «Dressed for Success» — 4:19 2. «The Look» (album version) — 4:11 - 7" виниловый сингл (Швеция и Великобритания) (1363207; EM96) - Кассетный сингл (Великобритания) (TCEM96) 1. «Dressed for Success» — 4:19 2. «The Voice» — 4:16 - 12" виниловый сингл (Швеция) (1363216) 1. «Dressed for Success» (The Look Sharp! remix) — 7:50 2. «Dressed for Success» (instrumental) — 4:13 3. «Dressed for Success» (7-inch version) — 4:13 4. «The Voice» — 4:16 | - 12" виниловый сингл (Великобритания) (12EM96) 1. «Dressed for Success» (remix) — 6:30 2. «The Look» (Big Red mix) — 7:32 3. «The Voice» — 4:16 - CD-сингл (США) (DPRO-04295) 1. «Dressed for Success» (7-inch version) — 4:16 2. «Dressed for Success» (Look Sharp! mix) — 4:52 - CD-сингл (Великобритания) (CDEM96) 1. «Dressed for Success» (7-inch version) — 4:13 2. «The Look» (7-inch version) — 3:57 3. «Dressed for Success» (remix) — 6:30 4. «The Voice» — 4:16 |

## Видеоклип
В снятом на заглавную песню видеоклипе группа выступает в «руинах ночного клуба» (похоже на сюжет клипа на песню «The Look»), в то время, как несколько танцоров пляшут и веселятся вокруг них. Режиссёр видео — Питер Хит (Peter Heath), продюсер — Тони Хардинг (Tony Harding).

## Музыканты
| Оценки критиков | Оценки критиков |
| Источник        | Оценка          |
| --------------- | --------------- |
| Melody Maker    | без оценки      |
| Music & Media   | без оценки      |
| Number One      | [ 9 ]           |
| Record Mirror   | без оценки      |
| Smash Hits      | без оценки      |

- Мари Фредрикссон — вокал
- Пер Гессле — вокал
- Пелле Альсинг — ударные
- Андерс Херрлин — бас-гитара
- Юнас Исакссон — электро- и акустическая гитара
- Кларенс Эверман — клавишные

## Отзывы критиков
Харриет Делл, обозреватель британского музыкального журнала Smash Hits, писала, что группа «несомненно прочитала инструкцию „Как написать мелодию, которая застрянет в сознании людей на недели и будет раздражать всех вокруг повторением ужасных текстов о том, как одеться потрясающе“». Делл сравнивала эту песню с «The Look» и отмечала, что она обладает всеми характерными чертами ужасного разнополого дуэта, с массой «уууу» и «аааа» в припевах и непристойным ухающим риффом. Кроме того, судя по обложке сингла, Roxette совершенно точно не одеты для успеха, заключила критик.